# Pacuszki
Pacuszki – uroczysko w Polsce, w województwie mazowieckim, w powiecie przasnyskim, w gminie Krzynowłoga Mała. Do 1953 wieś na zachód od wsi Grabowo-Rżańce.
Pacuszki to dawna wieś. W 1933 roku weszły w skład nowo utworzonej gromady Dębe w gminie Krzynowłoga Mała w powiecie przasnyskim w województwie warszawskim. Po wojnie Pacuszki stanowiły odrębną gromadę w gminie Krzynowłoga Mała W 1953 na powstający tu teren wojskowy przeznaczono wsie Dąbek Kąski, Dębe Wielkie i Pacuszki, które zlikwidowano, a ich mieszkańców przesiedlono.